# Пауелл (Вайомінг)
Пауелл (англ. Powell) — місто (англ. city) в США, в окрузі Парк штату Вайомінг. Населення — 6419 осіб (2020).

## Географія
Пауелл розташований за координатами 44°45′42″ пн. ш. 108°45′27″ зх. д. / 44.76167° пн. ш. 108.75750° зх. д. (44.761783, -108.757581).  За даними Бюро перепису населення США в 2010 році місто мало площу 10,99 км², уся площа — суходіл.

### Клімат
| Клімат : Пауелл                    | Клімат : Пауелл | Клімат : Пауелл | Клімат : Пауелл | Клімат : Пауелл | Клімат : Пауелл | Клімат : Пауелл | Клімат : Пауелл | Клімат : Пауелл | Клімат : Пауелл | Клімат : Пауелл | Клімат : Пауелл | Клімат : Пауелл | Клімат : Пауелл |
| Показник                           | Січ.            | Лют.            | Бер.            | Квіт.           | Трав.           | Черв.           | Лип.            | Серп.           | Вер.            | Жовт.           | Лист.           | Груд.           | Рік             |
| Абсолютний максимум, °C            | 14,4            | 20,6            | 25,0            | 29,4            | 33,9            | 37,2            | 40,0            | 38,9            | 35,0            | 30,6            | 23,9            | 18,9            | 40,0            |
| Середній максимум, °C              | −1,2            | 2,9             | 8,7             | 14,3            | 19,5            | 25,0            | 29,0            | 28,8            | 22,0            | 14,9            | 5,8             | 0,4             | 14,2            |
| Середня температура, °C            | −7,9            | −3,9            | 1,4             | 6,6             | 12,3            | 17,1            | 20,3            | 19,6            | 13,4            | 6,7             | −1,1            | −6,4            | 6,6             |
| Середній мінімум, °C               | −14,6           | −10,9           | −5,9            | −1,1            | 5,0             | 9,1             | 11,7            | 10,4            | 4,7             | −1,4            | −8              | −13,3           | −1,2            |
| Абсолютний мінімум, °C             | −32,8           | −36,1           | −26,1           | −15,6           | −7,2            | 0,0             | 0,0             | 0,6             | −8,9            | −20,6           | −27,8           | −36,7           | −36,7           |
| Норма опадів, мм                   | 5               | 3               | 8               | 13              | 36              | 34              | 25              | 13              | 18              | 14              | 5               | 4               | 178             |
| ---------------------------------- | --------------- | --------------- | --------------- | --------------- | --------------- | --------------- | --------------- | --------------- | --------------- | --------------- | --------------- | --------------- | --------------- |
| Джерело: NOAA (normals, 1971–2000) |                 |                 |                 |                 |                 |                 |                 |                 |                 |                 |                 |                 |                 |

## Демографія
Згідно з переписом 2010 року, у місті мешкало 6314 осіб у 2463 домогосподарствах у складі 1449 родин. Густота населення становила 574 особи/км².  Було 2627 помешкань (239/км²).
Расовий склад населення:
| - 93,7 % — білих - 1,2 % — азіатів - 0,6 % — корінних американців - 0,4 % — чорних або афроамериканців - 2,4 % — осіб інших рас |

До двох чи більше рас належало 1,7 %. Частка іспаномовних становила 9,4 % від усіх жителів.
За віковим діапазоном населення розподілялося таким чином: 21,2 % — особи молодші 18 років, 62,2 % — особи у віці 18—64 років, 16,6 % — особи у віці 65 років та старші. Медіана віку мешканця становила 31,9 року. На 100 осіб жіночої статі у місті припадало 94,1 чоловіків;  на 100 жінок у віці від 18 років та старших — 89,6 чоловіків також старших 18 років.
Середній дохід на одне домашнє господарство  становив 54 092 долари США (медіана — 46 862), а середній дохід на одну сім'ю — 66 579 доларів (медіана — 66 173). Медіана доходів становила 53 148 доларів для чоловіків та 30 200 доларів для жінок. За межею бідності перебувало 14,3 % осіб, у тому числі 16,4 % дітей у віці до 18 років та 13,1 % осіб у віці 65 років та старших.
Цивільне працевлаштоване населення становило 3216 осіб. Основні галузі зайнятості: освіта, охорона здоров'я та соціальна допомога — 28,8 %, мистецтво, розваги та відпочинок — 13,9 %, роздрібна торгівля — 12,9 %.
За даними перепису 2000 року,
на території муніципалітету мешкало 5373 людей, було 2083 садиб та 1272 сімей.
Густота населення становила 556,2 осіб/км². Було 2249 житлових будинків.
З 2083 садиб у 26,8% проживали діти до 18 років, подружніх пар, що мешкали разом, було 49,1%,
садиб, у яких господиня не мала чоловіка — 9,1%, садиб без сім'ї — 38,9%.
Власники 31,4% садиб мали вік, що перевищував 65 років, а в 14,5% садиб принаймні одна людина була старшою за 65 років.
Кількість людей у середньому на садибу становила 2,28, а в середньому на родину 2,89.
Середній річний дохід на садибу становив 27 364 доларів США, а на родину — 34 877 доларів США.
Чоловіки мали дохід 36 175 доларів, жінки — 21 000 доларів.
Дохід на душу населення був 14 518 доларів.
Приблизно 13,5% родин та 20,3% населення жили за межею бідності.
Серед них осіб до 18 років було 24,9%, і понад 65 років — 4,8%.
Середній вік населення становив 35 років.